# Kadet

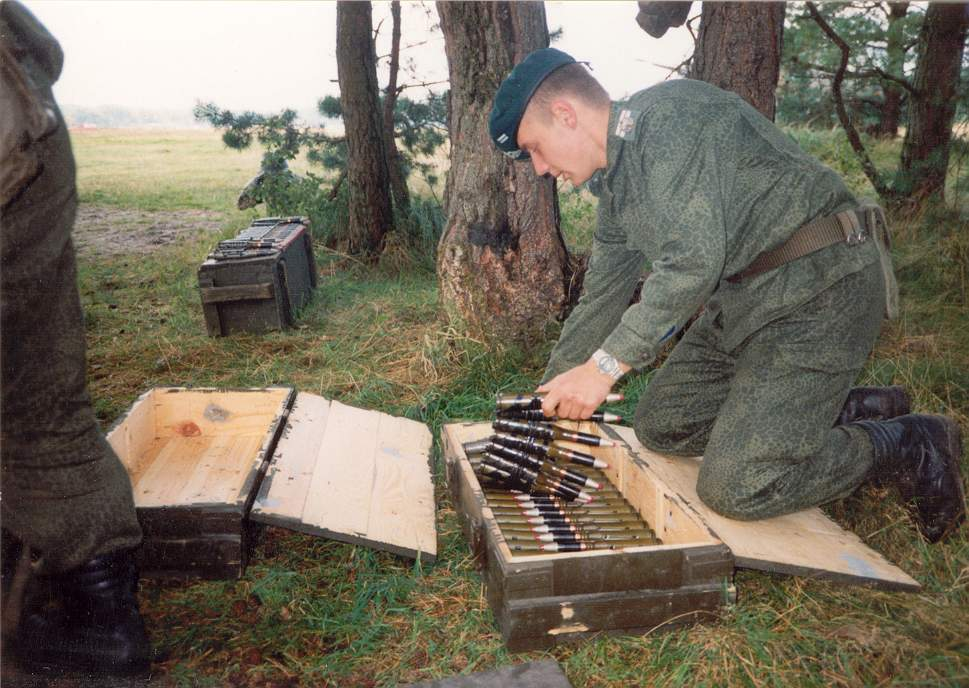
Kadet ładuje taśmy z nabojami kal. 23 mm do skrzynki

Kadet – tytuł ucznia bez szczególnego nadania w szkole wojskowej, a także w szkole pożarniczej, którym posługuje się tylko w okresie nauki w szkole kadetów.

## Historia
Kadet to określenie uczniów szkół wojskowych dla małoletnich wieku 12–16 lat, zapewniających najczęściej oprócz podstawowego wyszkolenia militarnego, wykształcenie ogólne, najczęściej na poziomie szkoły gimnazjalnej. W Polsce szkoły takie funkcjonowały od XVIII w., przez okres międzywojenny XX w. i w PRL pod nazwą korpusów kadetów. Marszałek Józef Piłsudski ustanowił dzień 21 maja (rozpoczęcie walk na górze św. Anny) oficjalnym „Dniem Kadeta”.

## Współcześnie
Od dnia 1 stycznia 2010 roku, tytuł kadeta otrzymują żołnierze służby przygotowawczej kształcący się na pierwszy wojskowy stopień podoficerski – kaprala. Objęci kształceniem otrzymują tytuł kadeta, bez szczególnego nadania z dniem rozpoczęcia pełnienia kandydackiej służby przygotowawczej.
Z dniem 23 marca 2011 roku, tytuł kadeta może być używany także przez żołnierzy w czynnej służbie wojskowej, w stopniach szeregowych, kształcących się na podoficera. Wymienieni otrzymują tytuł kadeta, bez szczególnego nadania:
- w czasie odbywania zasadniczej służby wojskowej – z dniem rozpoczęcia kształcenia;
- w ramach kursu podoficerskiego w czasie odbywania ćwiczeń wojskowych lub pełnienia okresowej służby wojskowej – z dniem rozpoczęcia kształcenia;
- w czasie pełnienia służby wojskowej w razie ogłoszenia mobilizacji i w czasie wojny – z dniem rozpoczęcia kształcenia[2].

Tytuł kadeta jest stosowany również w innych służbach mundurowych. Jedną z takich instytucji jest Państwowa Straż Pożarna. Słuchacze Szkół Aspirantów w ramach służby kandydackiej otrzymują tytuł kadeta na ślubowaniu, które jest zwieńczeniem przeszkolenia unitarnego odbywanego na poligonie pożarniczym przez 2 miesiące. 

## Oznaczenie
W Wojsku polskim w okresie Sejmu Wielkiego i w wojsku Kościuszki oznaką stopnia był 1 galon na mankietach i 1 galon na kołnierzu.

## Zasługi
Nadawanie tytułu honorowy „Wzorowy Kadet” wraz z legitymacją i odznaką.

## Kadet Patronem
- 10 Pułk Artylerii Mieszanej w garnizonie Kędzierzyn-Koźle.
- Szkoła Podoficerska Wojsk Lądowych (SPWL) we Wrocławiu im. kadeta Zygmunta Kuczyńskiego.
- Szkoła Podstawowa Publiczna nr 12 im. kadeta Zygmunta Kuczyńskiego w m. Kędzierzyn-Koźle.

## Etykieta Kadeta
Kadeci (uczniowie) w szkole rycerskiej przedstawiali się przełożonym (nauczycielom) w formie regulaminowej np.: Kadet Jan Kowalski, Kadet Maria Nowak oraz nadal zwracają się wzajemnie w korpusie kadetów formie grzecznościowej (Pan/Pani) przed tytułem.